# Jungfru Marie obefläckade hjärta
Jungfru Marie obefläckade hjärta avser Jungfru Marie hjärta som en symbol för hennes förbarmande och syndfrihet. Jungfru Marie obefläckade hjärta vördas inom romersk-katolsk fromhet.
Jean Eudes (1601–1680) ivrade för vördnaden av Jungfru Marie obefläckade hjärta. Påve Pius VI tillät år 1799 firande av Jungfru Marie obefläckade hjärta i några kyrkor i Ärkestiftet Palermo och år 1944 gjordes dagen till en fest för hela Kyrkan. Initialt firades festen den 22 augusti, det vill säga på oktavdagen av Jungfru Marie himmelsfärd. År 1969 flyttade påve Paulus VI firandet till lördagen omedelbart efter Jesu heliga hjärtas dag. År 2023 infaller Jungfru Marie obefläckade hjärtas dag den 17 juni.